# Szlovénia a 2018. évi téli olimpiai játékokon
Szlovénia a dél-koreai Phjongcshangban megrendezett 2018. évi téli olimpiai játékok egyik részt vevő nemzete volt. Az országot az olimpián 9 sportágban 71 sportoló képviselte, akik összesen 2 érmet szereztek.

## Érmesek
| Érem  | Versenyző | Sportág   | Versenyszám                  |
| ----- | --------- | --------- | ---------------------------- |
| Ezüst | Jakov Fak | Biatlon   | Férfi 20 km egyéni indításos |
| Bronz | Žan Košir | Snowboard | Férfi parallel giant slalom  |

## Alpesisí
Férfi
| Versenyző      | Versenyszám            | 1. futam      | 1. futam      | 2. futam | 2. futam | Összesítés    | Összesítés    |
| Versenyző      | Versenyszám            | Idő           | Hely.         | Idő      | Hely.    | Idő           | Helyezés      |
| -------------- | ---------------------- | ------------- | ------------- | -------- | -------- | ------------- | ------------- |
| Martin Čater   | Óriás-műlesiklás       | nem ért célba | nem ért célba | kiesett  | kiesett  | kiesett       | kiesett       |
| Martin Čater   | Szuperóriás-műlesiklás |               |               |          |          | nem ért célba | nem ért célba |
| Martin Čater   | Lesiklás               |               |               |          |          | 1:42,53       | 19.           |
| Štefan Hadalin | Műlesiklás             | nem ért célba | nem ért célba | kiesett  | kiesett  | kiesett       | kiesett       |
| Štefan Hadalin | Óriás-műlesiklás       | 1:11,53       | 29.           | 1:10,13  | 4.       | 2:21,66       | 21.           |
| Miha Hrobat    | Lesiklás               |               |               |          |          | 1:43,61       | 29.           |
| Miha Hrobat    | Szuperóriás-műlesiklás |               |               |          |          | nem ért célba | nem ért célba |
| Miha Hrobat    | Óriás-műlesiklás       | kizárták      | kizárták      | kiesett  | kiesett  | kiesett       | kiesett       |
| Boštjan Kline  | Szuperóriás-műlesiklás |               |               |          |          | 1:25,36       | 10.           |
| Boštjan Kline  | Lesiklás               |               |               |          |          | 1:43,03       | 27.           |
| Klemen Kosi    | Szuperóriás-műlesiklás |               |               |          |          | 1:26,50       | 25.           |
| Klemen Kosi    | Lesiklás               |               |               |          |          | nem ért célba | nem ért célba |
| Žan Kranjec    | Műlesiklás             | nem ért célba | nem ért célba | kiesett  | kiesett  | kiesett       | kiesett       |
| Žan Kranjec    | Óriás-műlesiklás       | 1:09,52       | 9.            | 1:10,25  | 8.       | 2:19,77       | 4.            |

| Versenyző      | Versenyszám | Lesiklás | Lesiklás | Műlesiklás    | Műlesiklás    | Összesítés    | Összesítés    |
| Versenyző      | Versenyszám | Idő      | Hely.    | Idő           | Hely.         | Idő           | Helyezés      |
| -------------- | ----------- | -------- | -------- | ------------- | ------------- | ------------- | ------------- |
| Martin Čater   | Összetett   | 1:20,57  | 13.      | nem ért célba | nem ért célba | kiesett       | kiesett       |
| Štefan Hadalin | Összetett   | 1:21,15  | 21.      | 47,79         | 7.            | 2:08,94       | 8.            |
| Boštjan Kline  | Összetett   | 1:22,42  | 43.      | nem indult    | nem indult    | nem ért célba | nem ért célba |
| Klemen Kosi    | Összetett   | 1:20,61  | 16.      | 48,76         | 15.           | 2:09,37       | 10.           |

Női
| Versenyző   | Versenyszám            | 1. futam      | 1. futam      | 2. futam      | 2. futam      | Összesítés | Összesítés |
| Versenyző   | Versenyszám            | Idő           | Hely.         | Idő           | Hely.         | Idő        | Helyezés   |
| ----------- | ---------------------- | ------------- | ------------- | ------------- | ------------- | ---------- | ---------- |
| Ana Bucik   | Óriás-műlesiklás       | 1:13,38       | 20.           | 1:10,71       | 24.           | 2:24,09    | 21.        |
| Ana Bucik   | Műlesiklás             | 52,09         | 26.           | 50,82         | 19.           | 1:42,91    | 24.        |
| Ana Drev    | Óriás-műlesiklás       | 1:11,64       | 10.           | nem ért célba | nem ért célba | kiesett    | kiesett    |
| Maruša Ferk | Lesiklás               |               |               |               |               | 1:42,00    | 19.        |
| Maruša Ferk | Szuperóriás-műlesiklás |               |               |               |               | 1:23,18    | 25.        |
| Maruša Ferk | Műlesiklás             | 51,29         | 15.           | 50,79         | 18.           | 1:42,08    | 18.        |
| Meta Hrovat | Óriás-műlesiklás       | 1:12,76       | 16.           | 1:09,59       | 9.            | 2:22,35    | 14.        |
| Meta Hrovat | Műlesiklás             | 51,93         | 15.           | 50,57         | 15.           | 1:42,50    | 21.        |
| Tina Robnik | Szuperóriás-műlesiklás |               |               |               |               | 1:24,49    | 34.        |
| Tina Robnik | Óriás-műlesiklás       | nem ért célba | nem ért célba | kiesett       | kiesett       | kiesett    | kiesett    |

| Versenyző | Versenyszám | Lesiklás | Lesiklás | Műlesiklás | Műlesiklás | Összesítés | Összesítés |
| Versenyző | Versenyszám | Idő      | Hely.    | Idő        | Hely.      | Idő        | Helyezés   |
| --------- | ----------- | -------- | -------- | ---------- | ---------- | ---------- | ---------- |
| Ana Bucik | Összetett   | 1:42,77  | 15.      | 41,99      | 9.         | 2:24,76    | 11.        |

Vegyes
| Versenyző                                                    | Versenyszám | Nyolcaddöntő             | Negyeddöntő       | Elődöntő          | Döntő             | Helyezés |
| Versenyző                                                    | Versenyszám | Ellenfél Eredmény        | Ellenfél Eredmény | Ellenfél Eredmény | Ellenfél Eredmény | Helyezés |
| ------------------------------------------------------------ | ----------- | ------------------------ | ----------------- | ----------------- | ----------------- | -------- |
| Štefan Hadalin Žan Kranjec Ana Bucik Maruša Ferk Tina Robnik | Vegyes      | Svédország (SWE) · V 1–3 | kiesett           | kiesett           | kiesett           | 9.       |

## Biatlon
Férfi
| Versenyző                                            | Versenyszám            | Időeredmény | Lövőhiba    | Helyezés |
| ---------------------------------------------------- | ---------------------- | ----------- | ----------- | -------- |
| Klemen Bauer                                         | 10 km sprint           | 24:36,4     | 2 (0+2)     | 26.      |
| Klemen Bauer                                         | 12,5 km üldözőverseny  | 35:55,9     | 6 (2+0+2+2) | 24.      |
| Klemen Bauer                                         | 20 km egyéni indításos | 50:07,0     | 2 (0+2+0+0) | 15.      |
| Miha Dovžan                                          | 10 km sprint           | 25:42,2     | 2 (2+0)     | 53.      |
| Miha Dovžan                                          | 12,5 km üldözőverseny  | 40:13,2     | 7 (0+1+3+3) | 59.      |
| Miha Dovžan                                          | 20 km egyéni indításos | 51:54,2     | 2 (1+0+0+1) | 35.      |
| Miha Dovžan                                          | 15 km tömegrajtos      | 37:19,8     | 4 (1+0+2+1) | 20.      |
| Mitja Drinovec                                       | 10 km sprint           | 26:13,7     | 3 (1+2)     | 72.      |
| Mitja Drinovec                                       | 20 km egyéni indításos | 56:06,4     | 5 (2+1+2+0) | 80.      |
| Jakov Fak                                            | 10 km sprint           | 24:34,2     | 2 (1+1)     | 23.      |
| Jakov Fak                                            | 12,5 km üldözőverseny  | 38:10,4     | 6 (2+1+3+0) | 47.      |
| Jakov Fak                                            | 20 km egyéni indításos | 48:09,3     | 0 (0+0+0+0) |          |
| Jakov Fak                                            | 15 km tömegrajtos      | 36:23,4     | 1 (0+0+1+0) | 10.      |
| Klemen Bauer Miha Dovžan Mitja Drinovec Lenart Oblak | 4 × 7,5 km váltó       | 1:20:17,3   | 11 (5+6)    | 10.      |

Női
| Versenyző  | Versenyszám            | Időeredmény | Lövőhiba    | Helyezés |
| ---------- | ---------------------- | ----------- | ----------- | -------- |
| Anja Eržen | 7,5 km sprint          | 23:20,9     | 3 (2+1)     | =46.     |
| Anja Eržen | 10 km üldözőverseny    | 36:22,6     | 7 (0+2+2+3) | 51.      |
| Anja Eržen | 15 km egyéni indításos | 45:22,9     | 3 (0+0+0+3) | 35.      |
| Urška Poje | 7,5 km sprint          | 24:52,8     | 4 (0+4)     | 75.      |
| Urška Poje | 15 km egyéni indításos | 43:52,7     | 0 (0+0+0+0) | 12.      |

Vegyes
| Versenyző                                    | Versenyszám  | Időeredmény | Lövőhiba | Helyezés |
| -------------------------------------------- | ------------ | ----------- | -------- | -------- |
| Klemen Bauer Jakov Fak Anja Eržen Urška Poje | Vegyes váltó | 1:11:55,6   | 8 (0+8)  | 14.      |

## Északi összetett
| Versenyző      | Versenyszám        | Síugrás | Síugrás | Síugrás | Síugrás    | Sífutás | Összesítés | Összesítés |
| Versenyző      | Versenyszám        | Táv     | Pont    | Hely.   | Időhátrány | Idő     | Idő        | Helyezés   |
| -------------- | ------------------ | ------- | ------- | ------- | ---------- | ------- | ---------- | ---------- |
| Marjan Jelenko | Normálsánc + 10 km | 73,5    | 60,4    | 46.     | +4:41      | 25:27,5 | 30:08,5    | 44.        |
| Marjan Jelenko | Nagysánc + 10 km   | 109,0   | 84,4    | 37.     | +3:38      | 24:57,7 | 28:35,7    | 41.        |
| Vid Vrhovnik   | Normálsánc + 10 km | 92,5    | 90,4    | 27.     | +2:41      | 24:58,9 | 27:39,9    | 28.        |
| Vid Vrhovnik   | Nagysánc + 10 km   | 112,5   | 83,4    | 38.     | +3:42      | 25:08,4 | 28:50,4    | 42.        |

## Jégkorong

### Férfi
| Szlovén nemzeti férfi jégkorongcsapat-játékoskeret | Szlovén nemzeti férfi jégkorongcsapat-játékoskeret | Szlovén nemzeti férfi jégkorongcsapat-játékoskeret | Szlovén nemzeti férfi jégkorongcsapat-játékoskeret | Szlovén nemzeti férfi jégkorongcsapat-játékoskeret | Szlovén nemzeti férfi jégkorongcsapat-játékoskeret | Szlovén nemzeti férfi jégkorongcsapat-játékoskeret | Szlovén nemzeti férfi jégkorongcsapat-játékoskeret |
| #                                                  | Poszt                                              | Név                                                | Magasság                                           | Súly                                               | Születési idő                                      | Születési hely                                     | Klub 2017–18-ban                                   |
| -------------------------------------------------- | -------------------------------------------------- | -------------------------------------------------- | -------------------------------------------------- | -------------------------------------------------- | -------------------------------------------------- | -------------------------------------------------- | -------------------------------------------------- |
| 8                                                  | F                                                  | Žiga Jeglič                                        | 1,85 m (6 ft 1 in)                                 | 80 kg (180 lb)                                     | 1988. február 24.                                  | Kranj, Jugoszlávia                                 | Neftekhimik Nizhnekamsk (KHL)                      |
| 12                                                 | F                                                  | David Rodman                                       | 1,85 m (6 ft 1 in)                                 | 83 kg (183 lb)                                     | 1983. szeptember 10.                               | Jesenice, Jugoszlávia                              | Brûleurs de Loups (Ligue Magnus)                   |
| 14                                                 | D                                                  | Matic Podlipnik                                    | 1,81 m (5 ft 11 in)                                | 85 kg (187 lb)                                     | 1992. augusztus 9.                                 | Jesenice                                           | Energie Karlovy Vary (WSM Liga)                    |
| 15                                                 | D                                                  | Blaž Gregorc                                       | 1,90 m (6 ft 3 in)                                 | 94 kg (207 lb)                                     | 1990. január 18.                                   | Jesenice, Jugoszlávia                              | Mountfield HK (ELH)                                |
| 16                                                 | F                                                  | Aleš Mušič                                         | 1,76 m (5 ft 9 in)                                 | 83 kg (183 lb)                                     | 1982. június 28.                                   | Ljubljana, Jugoszlávia                             | Alba Volán Székesfehérvár (EBEL)                   |
| 17                                                 | D                                                  | Žiga Pavlin                                        | 1,93 m (6 ft 4 in)                                 | 95 kg (209 lb)                                     | 1985. április 30.                                  | Kranj, Jugoszlávia                                 | Motor České Budějovice (WSM Liga)                  |
| 18                                                 | F                                                  | Ken Ograjenšek                                     | 1,75 m (5 ft 9 in)                                 | 82 kg (181 lb)                                     | 1991. augusztus 30.                                | Celje                                              | Graz 99ers (EBEL)                                  |
| 19                                                 | F                                                  | Žiga Pance                                         | 1,85 m (6 ft 1 in)                                 | 92 kg (203 lb)                                     | 1989. január 1.                                    | Ljubljana, Jugoszlávia                             | Dornbirner EC (EBEL)                               |
| 22                                                 | F                                                  | Marcel Rodman                                      | 1,86 m (6 ft 1 in)                                 | 85 kg (187 lb)                                     | 1981. szeptember 25.                               | Jesenice, Jugoszlávia                              | EC Bad Tolz (Oberliga)                             |
| 23                                                 | D                                                  | Luka Vidmar                                        | 1,85 m (6 ft 1 in)                                 | 90 kg (200 lb)                                     | 1986. május 17.                                    | Ljubljana, Jugoszlávia                             | Alba Volán Székesfehérvár (EBEL)                   |
| 24                                                 | F                                                  | Rok Tičar – A                                      | 1,80 m (5 ft 11 in)                                | 83 kg (183 lb)                                     | 1989. május 3.                                     | Jesenice, Jugoszlávia                              | Sibir Novosibirsk (KHL)                            |
| 26                                                 | F                                                  | Jan Urbas                                          | 1,92 m (6 ft 4 in)                                 | 98 kg (216 lb)                                     | 1989. január 26.                                   | Ljubljana, Jugoszlávia                             | Fischtown Pinguins (DEL)                           |
| 28                                                 | D                                                  | Aleš Kranjc                                        | 1,81 m (5 ft 11 in)                                | 92 kg (203 lb)                                     | 1983. július 29.                                   | Jesenice, Jugoszlávia                              | ETC Crimmitschau (DEL2)                            |
| 32                                                 | G                                                  | Gašper Krošelj                                     | 1,88 m (6 ft 2 in)                                 | 88 kg (194 lb)                                     | 1987. február 9.                                   | Ljubljana, Jugoszlávia                             | Rødovre Mighty Bulls (Metal Ligaen)                |
| 39                                                 | F                                                  | Jan Muršak – C                                     | 1,80 m (5 ft 11 in)                                | 84 kg (185 lb)                                     | 1988. január 20.                                   | Maribor, Jugoszlávia                               | Frolunda HC (SHL)                                  |
| 40                                                 | G                                                  | Luka Gračnar                                       | 1,78 m (5 ft 10 in)                                | 83 kg (183 lb)                                     | 1993. október 31.                                  | Jesenice                                           | EC Red Bull Salzburg (EBEL)                        |
| 51                                                 | D                                                  | Mitja Robar – A                                    | 1,76 m (5 ft 9 in)                                 | 85 kg (187 lb)                                     | 1983. január 4.                                    | Maribor, Jugoszlávia                               | EC KAC (EBEL)                                      |
| 55                                                 | F                                                  | Robert Sabolič                                     | 1,83 m (6 ft 0 in)                                 | 90 kg (200 lb)                                     | 1988. szeptember 18.                               | Jesenice, Jugoszlávia                              | Torpedo Nizhni Novgorod (KHL)                      |
| 61                                                 | D                                                  | Jurij Repe                                         | 1,88 m (6 ft 2 in)                                 | 88 kg (194 lb)                                     | 1994. szeptember 17.                               | Kranj                                              | Rytiri Kladno (WSM Liga)                           |
| 69                                                 | G                                                  | Matija Pintarič                                    | 1,81 m (5 ft 11 in)                                | 83 kg (183 lb)                                     | 1989. augusztus 11.                                | Maribor, Jugoszlávia                               | Rouen Dragons (Ligue Magnus)                       |
| 71                                                 | F                                                  | Boštjan Goličič                                    | 1,83 m (6 ft 0 in)                                 | 89 kg (196 lb)                                     | 1989. június 12.                                   | Kranj, Jugoszlávia                                 | Brûleurs de Loups (Ligue Magnus)                   |
| 84                                                 | F                                                  | Andrej Hebar                                       | 1,80 m (5 ft 11 in)                                | 83 kg (183 lb)                                     | 1984. szeptember 7.                                | Ljubljana, Jugoszlávia                             | Olimpija (AlpsHL)                                  |
| 86                                                 | D                                                  | Sabahudin Kovačević                                | 1,90 m (6 ft 3 in)                                 | 95 kg (209 lb)                                     | 1986. február 26.                                  | Jesenice, Jugoszlávia                              | Energie Karlovy Vary (WSM Liga)                    |
| 91                                                 | F                                                  | Miha Verlič                                        | 1,94 m (6 ft 4 in)                                 | 85 kg (187 lb)                                     | 1991. augusztus 21.                                | Maribor                                            | EC VSV (EBEL)                                      |
| 92                                                 | F                                                  | Anže Kuralt                                        | 1,73 m (5 ft 8 in)                                 | 85 kg (187 lb)                                     | 1991. október 31.                                  | Kranj                                              | Gothiques d'Amiens (Ligue Magnus)                  |

Csoportkör
| Hely. | Csapat                 | M | Gy | HGy | HV | V | G+ | G– | Gk | P | Továbbjutás                       |
| ----- | ---------------------- | - | -- | --- | -- | - | -- | -- | -- | - | --------------------------------- |
| 1.    | Oroszország versenyzői | 3 | 2  | 0   | 0  | 1 | 14 | 5  | +9 | 6 | Továbbjutott a negyeddöntőbe      |
| 2.    | Szlovénia              | 3 | 0  | 2   | 0  | 1 | 8  | 12 | −4 | 4 | A negyeddöntőbe jutásért játszott |
| 3.    | Egyesült Államok       | 3 | 1  | 0   | 1  | 1 | 4  | 8  | −4 | 4 | A negyeddöntőbe jutásért játszott |
| 4.    | Szlovákia              | 3 | 1  | 0   | 1  | 1 | 6  | 7  | −1 | 4 | A negyeddöntőbe jutásért játszott |

| 2018. február 14. 21:10 (13:10) | Egyesült Államok (USA) | 2–3 (h.u.) (1–0, 1–0, 0–2) (h.u.: 0–1) | Szlovénia (SLO) | Kwandong Hockey Center, Phjongcshang Nézőszám: 3348 |

| Jegyzőkönyv | Jegyzőkönyv   | Jegyzőkönyv                      | Jegyzőkönyv    | Jegyzőkönyv                                                                       |
| --- | ------------- | -------------------------------- | -------------- | --------------------------------------------------------------------------------- |
| | Ryan Zapolski | Kapusok                          | Gašper Krošelj | Játékvezetők: Jan Hribik Anssi Salonen Vonalbírók: Roman Kaderli Lukas Kohlmüller |
| \| O'Neill (Roe, Donato) – 17:44 \| 1–0 \| \| \| Greenway (O'Neill, Sanguinetti) – 32:57 \| 2–0 \| \| \| \| 2–1 \| 45:49 – Urbas (Gregorc, Vidmar) \| \| \| 2–2 \| 58:23 – Muršak (Gregorc, Verlič) \| \| \| 2–3 \| 60:38 – Muršak (Tičar, Urbas) \| |               |                                  |                | Játékvezetők: Jan Hribik Anssi Salonen Vonalbírók: Roman Kaderli Lukas Kohlmüller |
| 6 perc | Büntetések    | 6 perc                           |                | Játékvezetők: Jan Hribik Anssi Salonen Vonalbírók: Roman Kaderli Lukas Kohlmüller |
| 36 | Lövések       | 25                               |                | Játékvezetők: Jan Hribik Anssi Salonen Vonalbírók: Roman Kaderli Lukas Kohlmüller |
| O'Neill (Roe, Donato) – 17:44 | 1–0           |                                  |                | Játékvezetők: Jan Hribik Anssi Salonen Vonalbírók: Roman Kaderli Lukas Kohlmüller |
| Greenway (O'Neill, Sanguinetti) – 32:57 | 2–0           |                                  |                | Játékvezetők: Jan Hribik Anssi Salonen Vonalbírók: Roman Kaderli Lukas Kohlmüller |
| | 2–1           | 45:49 – Urbas (Gregorc, Vidmar)  |                | Játékvezetők: Jan Hribik Anssi Salonen Vonalbírók: Roman Kaderli Lukas Kohlmüller |
| | 2–2           | 58:23 – Muršak (Gregorc, Verlič) |                |                                                                                   |
| | 2–3           | 60:38 – Muršak (Tičar, Urbas)    |                |                                                                                   |

| 2018. február 16. 16:40 (8:40) | Olimpikonok Oroszországból (OAR) | 8–2 (2–0, 4–1, 2–1) | Szlovénia (SLO) | Gangneung Hockey Center, Phjongcshang Nézőszám: 6018 |

| Jegyzőkönyv | Jegyzőkönyv                                | Jegyzőkönyv                          | Jegyzőkönyv  | Jegyzőkönyv                                                                            |
| --- | ------------------------------------------ | ------------------------------------ | ------------ | -------------------------------------------------------------------------------------- |
| | Vaszilij Kosecskin Ilja Igorevics Szorokin | Kapusok                              | Luka Gračnar | Játékvezetők: Mark Lemelin Daniel Stricker Vonalbírók: Lukas Kohlmüller Hannu Sormunen |
| \| Mozjakin (Dacjuk, Guszev) (PP) – 18:23 \| 1–0 \| \| \| Kovalcsuk (Jakovlev, Andronov) – 18:45 \| 2–0 \| \| \| Barabanov (Grigorenko, Kalinyin) (PP) – 26:00 \| 3–0 \| \| \| Kablukov (Kovalcsuk, Zub) – 28:48 \| 4–0 \| \| \| Kaprizov (Guszev, Kiszelevics) – 30:02 \| 5–0 \| \| \| \| 5–1 \| 33:31 – Muršak (Verlič, Anže Kuralt) \| \| Kovalcsuk (Kalinyin, Andronov) – 37:16 \| 6–1 \| \| \| Kaprizov (Dacjuk, Kiszelevics) – 41:15 \| 7–1 \| \| \| Kaprizov (Zub, Guszev) – 47:12 \| 8–1 \| \| \| \| 8–2 \| 59:27 – Pance (Sabolič) \| |                                            |                                      |              | Játékvezetők: Mark Lemelin Daniel Stricker Vonalbírók: Lukas Kohlmüller Hannu Sormunen |
| 8 perc | Büntetések                                 | 6 perc                               |              | Játékvezetők: Mark Lemelin Daniel Stricker Vonalbírók: Lukas Kohlmüller Hannu Sormunen |
| 34 | Lövések                                    | 15                                   |              | Játékvezetők: Mark Lemelin Daniel Stricker Vonalbírók: Lukas Kohlmüller Hannu Sormunen |
| Mozjakin (Dacjuk, Guszev) (PP) – 18:23 | 1–0                                        |                                      |              | Játékvezetők: Mark Lemelin Daniel Stricker Vonalbírók: Lukas Kohlmüller Hannu Sormunen |
| Kovalcsuk (Jakovlev, Andronov) – 18:45 | 2–0                                        |                                      |              | Játékvezetők: Mark Lemelin Daniel Stricker Vonalbírók: Lukas Kohlmüller Hannu Sormunen |
| Barabanov (Grigorenko, Kalinyin) (PP) – 26:00 | 3–0                                        |                                      |              | Játékvezetők: Mark Lemelin Daniel Stricker Vonalbírók: Lukas Kohlmüller Hannu Sormunen |
| Kablukov (Kovalcsuk, Zub) – 28:48 | 4–0                                        |                                      |              |                                                                                        |
| Kaprizov (Guszev, Kiszelevics) – 30:02 | 5–0                                        |                                      |              |                                                                                        |
| | 5–1                                        | 33:31 – Muršak (Verlič, Anže Kuralt) |              |                                                                                        |
| Kovalcsuk (Kalinyin, Andronov) – 37:16 | 6–1                                        |                                      |              |                                                                                        |
| Kaprizov (Dacjuk, Kiszelevics) – 41:15 | 7–1                                        |                                      |              |                                                                                        |
| Kaprizov (Zub, Guszev) – 47:12 | 8–1                                        |                                      |              |                                                                                        |
| | 8–2                                        | 59:27 – Pance (Sabolič)              |              |                                                                                        |

| 2018. február 17. 21:10 (13:10) | Szlovénia (SLO) | 3–2 (sz.) (0–0, 2–1, 0–1) (h.u.:: 0–0) (sz.: 1–0) | Szlovákia (SVK) | Kwandong Hockey Center, Phjongcshang Nézőszám: 4085 |

| Jegyzőkönyv | Jegyzőkönyv      | Jegyzőkönyv                            | Jegyzőkönyv    | Jegyzőkönyv                                                                            |
| --- | ---------------- | -------------------------------------- | -------------- | -------------------------------------------------------------------------------------- |
| | Branislav Konrád | Kapusok                                | Gašper Krošelj | Játékvezetők: Antonín Jeřábek Timothy Mayer Vonalbírók: Hannu Sormunen Sakari Suominen |
| \| Gregorc (Muršak, Kuralt) (PP) – 21:00 \| 1–0 \| \| \| Kuralt (Muršak, Gregorc) (PP) – 24:16 \| 2–0 \| \| \| \| 2–1 \| 35:43 – Bubela (Čerešňák, Graňák) (PP) \| \| \| 2–2 \| 45:56 – Haščák (Graňák, Čerešňák) \| |                  |                                        |                | Játékvezetők: Antonín Jeřábek Timothy Mayer Vonalbírók: Hannu Sormunen Sakari Suominen |
| Tičar Urbas Muršak Sabolič Jeglič | Szétlövés        | Kudrna Ölvecký Bakoš Nagy Haščák       |                | Játékvezetők: Antonín Jeřábek Timothy Mayer Vonalbírók: Hannu Sormunen Sakari Suominen |
| 4 perc | Büntetések       | 8 perc                                 |                | Játékvezetők: Antonín Jeřábek Timothy Mayer Vonalbírók: Hannu Sormunen Sakari Suominen |
| 30 | Lövések          | 25                                     |                | Játékvezetők: Antonín Jeřábek Timothy Mayer Vonalbírók: Hannu Sormunen Sakari Suominen |
| Gregorc (Muršak, Kuralt) (PP) – 21:00 | 1–0              |                                        |                | Játékvezetők: Antonín Jeřábek Timothy Mayer Vonalbírók: Hannu Sormunen Sakari Suominen |
| Kuralt (Muršak, Gregorc) (PP) – 24:16 | 2–0              |                                        |                | Játékvezetők: Antonín Jeřábek Timothy Mayer Vonalbírók: Hannu Sormunen Sakari Suominen |
| | 2–1              | 35:43 – Bubela (Čerešňák, Graňák) (PP) |                |                                                                                        |
| | 2–2              | 45:56 – Haščák (Graňák, Čerešňák)      |                |                                                                                        |

Rájátszás a negyeddöntőért
| 2018. február 20. 16:40 (8:40) | Szlovénia (SLO) | 1–2 (h.u.) (1–0, 0–0, 0–1) (h.u.: 0–1) | Norvégia (NOR) | Gangneung Hockey Center, Phjongcshang Nézőszám: 6312 |

| Jegyzőkönyv | Jegyzőkönyv    | Jegyzőkönyv                                    | Jegyzőkönyv | Jegyzőkönyv                                                                          |
| --- | -------------- | ---------------------------------------------- | ----------- | ------------------------------------------------------------------------------------ |
| | Gašper Krošelj | Kapusok                                        | Lars Haugen | Játékvezetők: Daniel Stricker Tobias Wehrli Vonalbírók: Vít Lederer Miroslav Lhotský |
| \| Urbas (Muršak) (PP) – 06:38 \| 1–0 \| \| \| \| 1–1 \| 43:06 – Kristiansen (Røymark, Bastiansen) \| \| \| 1–2 \| 63:06 – Bonsaksen (Rosseli Olsen, P. Thoresen) \| |                |                                                |             | Játékvezetők: Daniel Stricker Tobias Wehrli Vonalbírók: Vít Lederer Miroslav Lhotský |
| 4 perc | Büntetések     | 12 perc                                        |             | Játékvezetők: Daniel Stricker Tobias Wehrli Vonalbírók: Vít Lederer Miroslav Lhotský |
| 34 | Lövések        | 26                                             |             | Játékvezetők: Daniel Stricker Tobias Wehrli Vonalbírók: Vít Lederer Miroslav Lhotský |
| Urbas (Muršak) (PP) – 06:38 | 1–0            |                                                |             | Játékvezetők: Daniel Stricker Tobias Wehrli Vonalbírók: Vít Lederer Miroslav Lhotský |
| | 1–1            | 43:06 – Kristiansen (Røymark, Bastiansen)      |             | Játékvezetők: Daniel Stricker Tobias Wehrli Vonalbírók: Vít Lederer Miroslav Lhotský |
| | 1–2            | 63:06 – Bonsaksen (Rosseli Olsen, P. Thoresen) |             | Játékvezetők: Daniel Stricker Tobias Wehrli Vonalbírók: Vít Lederer Miroslav Lhotský |

| Csapat          | Helyezés |
| --------------- | -------- |
| Szlovénia (SLO) | 9.       |

## Síakrobatika
Krossz
| Versenyző    | Versenyszám | Selejtező | Selejtező | Nyolcaddöntő | Negyeddöntő | Elődöntő | Döntő       | Helyezés |
| Versenyző    | Versenyszám | Idő       | Hely.     | Helyezés     | Helyezés    | Helyezés | Helyezés    | Helyezés |
| ------------ | ----------- | --------- | --------- | ------------ | ----------- | -------- | ----------- | -------- |
| Filip Flisar | Férfi       | 1:09,65   | 5.        | 1.           | 2.          | 4.       | Kisdöntő 3. | 7.       |

## Sífutás
Távolsági
Férfi
| Versenyző   | Versenyszám | Idő     | Helyezés |
| ----------- | ----------- | ------- | -------- |
| Miha Šimenc | 15 km       | 39:16,9 | 84.      |

Női
| Versenyző                                                 | Versenyszám    | Klasszikus | Klasszikus | Szabad  | Szabad | Összesen | Összesen |
| Versenyző                                                 | Versenyszám    | Idő        | Hely.      | Idő     | Hely.  | Idő      | Helyezés |
| --------------------------------------------------------- | -------------- | ---------- | ---------- | ------- | ------ | -------- | -------- |
| Alenka Čebašek                                            | 10 km          |            |            |         |        | 26:30,1  | 12.      |
| Anamarija Lampič                                          | 10 km          |            |            |         |        | 27:26,4  | 27.      |
| Nika Razinger                                             | 10 km          |            |            |         |        | 29:45,5  | 69.      |
| Manca Slabanja                                            | 10 km          |            |            |         |        | 28:47,3  | 54.      |
| Manca Slabanja                                            | 15 km          | 25:10,1    | 61.        | 22:16,8 | 58.    | 47:57,8  | 59.      |
| Alenka Čebašek Vesna Fabjan Anamarija Lampič Katja Višnar | 4 × 5 km váltó |            |            |         |        | 53:55,7  | 8.       |

Sprint
| Versenyző                       | Versenyszám         | Selejtező | Selejtező | Negyeddöntő | Negyeddöntő | Elődöntő | Elődöntő | Döntő    | Döntő    |
| Versenyző                       | Versenyszám         | Idő       | Hely.     | Idő         | Hely.       | Idő      | Hely.    | Idő      | Helyezés |
| ------------------------------- | ------------------- | --------- | --------- | ----------- | ----------- | -------- | -------- | -------- | -------- |
| Janez Lampič                    | Férfi egyéni sprint | 3:22:03   | 44.       | kiesett     | kiesett     | kiesett  | kiesett  | kiesett  | 44.      |
| Miha Šimenc                     | Férfi egyéni sprint | 3:17,95   | =31.      | kiesett     | kiesett     | kiesett  | kiesett  | kiesett  | =31.     |
| Janez Lampič Miha Šimenc        | Férfi csapatsprint  |           |           |             |             | 17:24,79 | 11.      | kiesett  | 18.      |
| Alenka Čebašek                  | Női egyéni sprint   | 3:23,38   | 29.       | 3:30,87     | 6.          | kiesett  | kiesett  | kiesett  | 30.      |
| Anamarija Lampič                | Női egyéni sprint   | 3:16,57   | 11.       | 3:12,46     | 3.          | 3:13,95  | 4.       | kiesett  | 7.       |
| Nika Razinger                   | Női egyéni sprint   | 3:35,11   | 52.       | kiesett     | kiesett     | kiesett  | kiesett  | kiesett  | 52.      |
| Katja Višnar                    | Női egyéni sprint   | 3:15,24   | 5.        | 3:20,49     | 4.          | kiesett  | kiesett  | kiesett  | 16.      |
| Alenka Čebašek Anamarija Lampič | Női csapatsprint    |           |           |             |             | 16:39,92 | 3.       | 16:28,24 | 6.       |

## Síugrás
Férfi
| Versenyző                                           | Versenyszám   | Selejtező | Selejtező | Selejtező | 1. ugrás | 1. ugrás | 1. ugrás | 2. ugrás | 2. ugrás | 2. ugrás | Összesítés | Összesítés |
| Versenyző                                           | Versenyszám   | Táv       | Pont      | Hely.     | Táv      | Pont     | Hely.    | Táv      | Pont     | Hely.    | Pont       | Helyezés   |
| --------------------------------------------------- | ------------- | --------- | --------- | --------- | -------- | -------- | -------- | -------- | -------- | -------- | ---------- | ---------- |
| Tilen Bartol                                        | Normálsánc    | 97,0      | 115,1     | 22.       | 106,0    | 119,0    | 12.      | 102,0    | 101,8    | 23.      | 220,8      | 16.        |
| Tilen Bartol                                        | Nagysánc      | 103,5     | 69,6      | 49.       | 130,5    | 122,4    | 19.      | 130,0    | 125,1    | 12.      | 247,5      | 17.        |
| Jernej Damjan                                       | Normálsánc    | 99,5      | 118,9     | 16.       | 97,0     | 101,1    | 27.      | 95,5     | 100,2    | 24.      | 201,3      | 28.        |
| Jernej Damjan                                       | Nagysánc      | 132,5     | 113,7     | 15.       | 130,0    | 124,0    | 18.      | 130,5    | 124,3    | 14.      | 248,3      | 16.        |
| Peter Prevc                                         | Normálsánc    | 99,0      | 120,2     | 14.       | 98,5     | 106,2    | 24.      | 113,0    | 128,1    | 3.       | 234,3      | 12.        |
| Peter Prevc                                         | Nagysánc      | 125,0     | 111,0     | 17.       | 134,0    | 132,4    | 8.       | 127,5    | 125,6    | 11.      | 258,0      | =10.       |
| Anže Semenič                                        | Nagysánc      | 119,5     | 97,5      | 30.       | 127,0    | 118,1    | 21.      | kizárták | kizárták | kizárták | kizárták   | 30.        |
| Timi Zajc                                           | Normálsánc    | 94,0      | 107,1     | 29.       | 97,0     | 98,6     | 33.      | kiesett  | kiesett  | kiesett  | kiesett    | kiesett    |
| Tilen Bartol Jernej Damjan Peter Prevc Anže Semenič | Csapatverseny |           |           |           | 515,5    | 492,4    | 5.       | 508,5    | 475,4    | 5.       | 967,8      | 5.         |

Női
| Versenyző    | Versenyszám | Első forduló | Első forduló | Első forduló | Döntő | Döntő | Döntő | Összesítés | Összesítés |
| Versenyző    | Versenyszám | Táv          | Pont         | Hely.        | Táv   | Pont  | Hely. | Pont       | Helyezés   |
| ------------ | ----------- | ------------ | ------------ | ------------ | ----- | ----- | ----- | ---------- | ---------- |
| Urša Bogataj | Normálsánc  | 84,5         | 71,2         | 25.          | 81,0  | 64,0  | 30.   | 135,2      | 30.        |
| Ema Klinec   | Normálsánc  | 91,5         | 94,2         | 12.          | 89,0  | 87,4  | 16.   | 181,6      | 14.        |
| Nika Križnar | Normálsánc  | 101,0        | 108,5        | 7.           | 104,0 | 114,7 | 6.    | 223,2      | 7.         |
| Špela Rogelj | Normálsánc  | 80,0         | 64,3         | 28.          | 90,5  | 90,2  | 12.   | 154,5      | 22.        |

## Snowboard
Akrobatika
Férfi
| Versenyző         | Versenyszám | Selejtező | Selejtező | Selejtező     | Selejtező | Döntő    | Döntő    | Döntő    | Döntő         | Döntő    |
| Versenyző         | Versenyszám | 1. futam  | 2. futam  | Jobb eredmény | Hely.     | 1. futam | 2. futam | 3. futam | Jobb eredmény | Helyezés |
| ----------------- | ----------- | --------- | --------- | ------------- | --------- | -------- | -------- | -------- | ------------- | -------- |
| Tim-Kevin Ravnjak | Halfpipe    | 72,50     | 27,00     | 72,50         | 16.       | kiesett  | kiesett  | kiesett  | kiesett       | kiesett  |
| Tit Štante        | Halfpipe    | 24,50     | 52,25     | 52,25         | 25.       | kiesett  | kiesett  | kiesett  | kiesett       | kiesett  |

Női
| Versenyző    | Versenyszám | Selejtező | Selejtező | Selejtező     | Selejtező | Döntő    | Döntő    | Döntő    | Döntő         | Döntő    |
| Versenyző    | Versenyszám | 1. futam  | 2. futam  | Jobb eredmény | Hely.     | 1. futam | 2. futam | 3. futam | Jobb eredmény | Helyezés |
| ------------ | ----------- | --------- | --------- | ------------- | --------- | -------- | -------- | -------- | ------------- | -------- |
| Kaja Verdnik | Halfpipe    | 24,75     | 34,00     | 34,00         | 21.       | kiesett  | kiesett  | kiesett  | kiesett       | kiesett  |

Parallel giant slalom
| Versenyző      | Versenyszám | Selejtező | Selejtező | Nyolcaddöntő                     | Negyeddöntő                        | Elődöntő                    | Döntő                                           | Helyezés |
| Versenyző      | Versenyszám | Idő       | Hely.     | Ellenfél Eredmény                | Ellenfél Eredmény                  | Ellenfél Eredmény           | Ellenfél Eredmény                               | Helyezés |
| -------------- | ----------- | --------- | --------- | -------------------------------- | ---------------------------------- | --------------------------- | ----------------------------------------------- | -------- |
| Žan Košir      | Férfi       | 1:24,97   | 2.        | Kim Sang-kyum (KOR) · Gy –1,14   | Stefan Baumeister (GER) · Gy –3,07 | Lee Sang-ho (KOR) · V +0,01 | Bronzmérkőzés · Sylvain Dufour (FRA) · Gy –1,49 |          |
| Rok Marguč     | Férfi       | 1:25,98   | 17.       | kiesett                          | kiesett                            | kiesett                     | kiesett                                         | 17.      |
| Tim Mastnak    | Férfi       | 1:25,97   | 16.       | Nevin Galmarini (SUI) · V +0,38  | kiesett                            | kiesett                     | kiesett                                         | 16.      |
| Glorija Kotnik | Női         | 1:33,52   | 15.       | Aljona Zavarzina (OAR) · V +0,03 | kiesett                            | kiesett                     | kiesett                                         | 15.      |

## Szánkó
| Versenyző   | Versenyszám | 1. futam | 1. futam | 2. futam | 2. futam | 3. futam | 3. futam | 4. futam | 4. futam | Összesítés | Összesítés |
| Versenyző   | Versenyszám | Idő      | Hely.    | Idő      | Hely.    | Idő      | Hely.    | Idő      | Hely.    | Idő        | Helyezés   |
| ----------- | ----------- | -------- | -------- | -------- | -------- | -------- | -------- | -------- | -------- | ---------- | ---------- |
| Tilen Sirše | Férfi egyes | 49,887   | 34.      | 58,776   | 40.      | 49,646   | 38.      | kiesett  | kiesett  | 2:38,310   | 39.        |